# ميكا ساريتالو
ميكا ساريتالو (من مواليد 25 يوليو 1985) هو لاعب كرة قدم دولي فنلندي متقاعد لعب كمهاجم.

## روابط خارجية
- ميكا ساريتالو على موقع الاتحاد الدولي (مؤرشف)  (الإنجليزية)
- ميكا ساريتالو على موقع الاتحاد الأوربي (الإنجليزية)
- ميكا ساريتالو على موقع قاعدة بيانات كرة القدم.إي يو (الإنجليزية)
- ميكا ساريتالو على موقع ناشيونال فوتبول تيمز (الإنجليزية)
- ميكا ساريتالو على موقع Soccerway.com (الإنجليزية)
- ميكا ساريتالو على موقع عالم كرة القدم.نت (الإنجليزية)